# Cyclische (Alkyl)(amino)carbene

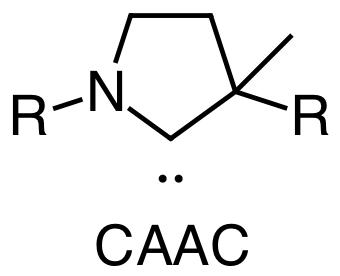
Ein CAAC – Die Carbenfunktionalität wird durch die zwei Punkte angezeigt, die die ungepaarten Elektronen anzeigt, die dazu fähig sind, an eine Reihe von vakanten Koordinationsstellen zu binden. Die R-Substituenten verdeutlichen das Potential der Derivatisierung von CAACs.

Bei cyclischen (Alkyl)(amino)carbenen (CAACs) handelt es sich um Carbene, die in einer cyclischen Struktur von nur einem Stickstoffatom benachbart sind. Sie sind mit den N-heterocyclischen Carbenen (NHCs) verwandt, die zwei benachbarte Stickstoffatome besitzen. Im Gegensatz zu diesen handelt es sich bei CAACs allerdings um stärkere π-Akzeptoren und σ-Donorliganden.
CAACs spielen vor allem als Liganden in metallorganischen Verbindungen eine Rolle.

## Darstellung
Die Darstellung vieler CAACs folgt der ursprünglich von Guy Bertrand und seinen Mitarbeitern beschriebenen Route. Diese beginnt mit der Kondensation von 2,6-Diisopropylanilin mit Isobutanal. Die Deprotonierung  des entstehenden Aldimins mit Lithiumdiisopropylamid (LDA) führt zu einem Azaallylanion, das zu einer Ringöffnung von 1,2-Epoxy-2-methylpropan führt. Das resultierende Lithiumalkoholat wird in der Folge mit Trifluormethansulfonsäureanhydrid umgesetzt, was zum Aldiminiumsalz führt. Dieses wird in einem letzten Schritt mittels LDA deprotoniert, wodurch das Carben als farbloser Feststoff entsteht. Später wurde die Syntheseroute weiter optimiert.

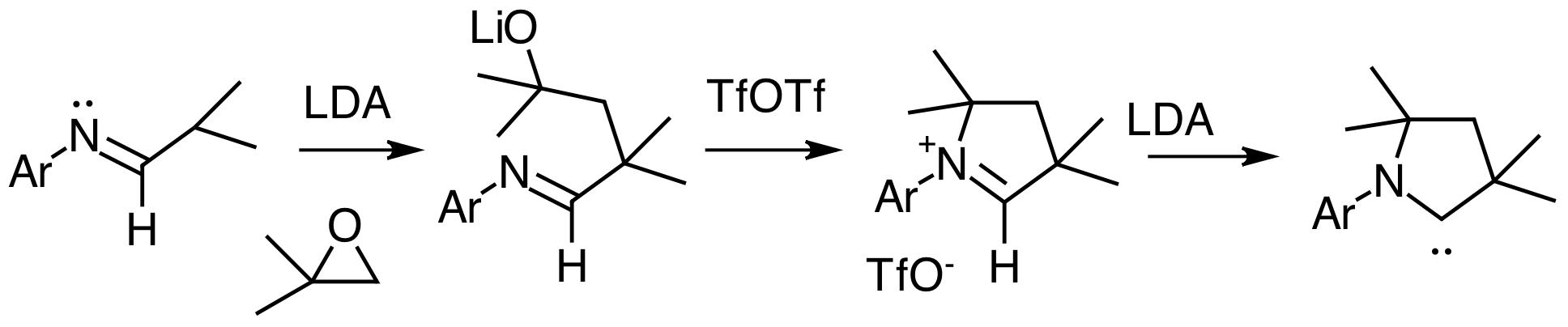
CAAC-Synthese nach Guy Bertrand et al.

## Reaktivität
2007 konnte die Arbeitsgruppe von Guy Bertrand mittels mehrerer CAACs nukleophil Wasserstoff spalten, was bei NHCs nicht möglich ist. Dies wird auf ein energetisch etwas höher liegendes höchstes besetztes Molekülorbital (HOMO) sowie einen geringeren Singlet-Triplet-Abstand zurückgeführt. Das führt bei dieser Reaktion zu einer deutlich geringeren Aktivierungsenergie von etwa 100 kJ/mol gegenüber NHCs (etwa 150 kJ/mol).